# The Joshua Tree
The Joshua Tree peti je studijski album rock grupe U2. Producirali su ga Daniel Lanois i Brian Eno, a objavio ga je Island Records 6. ožujka 1987.

## Povijest
Album je nastao eksperimentiranjem rockom, bluesom, gospelom i countryjem, te popriličnom fascinacijom Amerikom.
Album su zajedno producirali Brian Eno i Daniel Lanois. 
Nakon izlaska album je polučio komercijalni i kritički uspjeh, pratili su ga i jednako uspješni singlovi: "Where the Streets Have No Name", "With or Without You" i "I Still Haven't Found What I'm Looking For".
The Joshua Tree osvaja dva Grammyja: za najbolju rock izvedbu dua ili grupe s vokalom i za album godine za 1988., te postaje jedan od najprodavanijih albuma u povijesti s preko 25 milijuna prodanih kopija.
2003. magazin Rolling Stone uvrštava album na 26. mjesto 500 najboljih albuma svih vremena.
2007. u studenom 20-og izlazi remasterirano izdanje, obilježavajući dvadesetogodišnjicu izlaska originala.

## Popis pjesama
Sve pjesme napisali i aranžirali U2, riječi Bono.
- "Where the Streets Have No Name"
- "I Still Haven't Found What I'm Looking For"
- "With or Without You"
- "Bullet the Blue Sky"
- "Running to Stand Still"
- "Red Hill Mining Town"
- "In God's Country"
- "Trip Through Your Wires"
- "One Tree Hill"
- "Exit"
- "Mothers of the Disappeared"